# Festival international de Carthage
Le Festival international de Carthage (arabe : مهرجان قرطاج الدولي) est un festival annuel de musique, théâtre et danse, ayant lieu aux mois de juillet et août, depuis 1964, dans la ville côtière de Carthage (Tunisie).

## Histoire
Considéré comme l'un des festivals arabes, africains et mondiaux les plus importants, le Festival international de Carthage est abrité par le théâtre antique de Carthage restauré au début du XXe siècle.
Le festival de Carthage a drainé depuis sa fondation les artistes les plus réputés du monde arabe dont Ali Riahi, Hédi Jouini, Saber Rebaï, Kadhem Saher, Ragheb Alama, Najwa Karam, Warda ou encore Majida El Roumi. Mais le festival va au-delà de la culture arabo-méditerranéenne pour offrir tous genres de créations artistiques. Ainsi, la scène de Carthage a notamment accueilli Youssou N'Dour mais aussi Dalida, James Brown, Louis Armstrong, Ray Charles, Alpha Blondy, Joe Cocker, Serge Lama, Gérard Lenorman, Charles Aznavour, Julio Iglesias, Stromae, OneRepublic, Jason Derulo, Rag'n'Bone Man ou encore Jamel Debbouze, ainsi que des pièces de théâtre, des danses folkloriques et des ballets.
Pour sa 46e édition, dirigée par Boubaker Ben Frej en 2010, le festival a réuni de grands noms de la musique tunisienne, comme Lotfi Bouchnak et Latifa Arfaoui, ainsi que des stars internationales comme Seal et Eros Ramazzotti.

## Directeurs
- 1964-1965 : Direction du festival et entreprise Les Courses de chevaux
- 1966-1967 : Agence des joies du peuple
- 1968-1970 : Hassine Lassoued et Ahmed Hamza de l'Agence des joies du peuple
- 1971 : Tahar Guiga
- 1972 : Tahar Cheriaa
- 1973-1975 : Abderrahmane Amri
- 1976-1977 : Hassen Akrout
- 1978 : Abderraouf El Basti
- 1979 : Salah El Mahdi
- 1980-1981 : Mohamed Raja Farhat
- 1982 : ?
- 1983 : Samir Ayadi
- 1984 : ?
- 1985-1986 : Ali Louati
- 1987-1988 : Moncef Chatti
- 1989-1995 : Hassan Bouzriba
- 1996-1997 : Mokhtar Rassaa
- 1998 : Taoufik Besbes
- 1999-2003 : Samir Bel Hadj Yahia
- 2004 : Abderrahman Bannani
- 2005-2006 : Abderrahman Bannani (directeur exécutif) et Mohamed Raja Farhat (directeur artistique)
- 2007 : Abderrahman Bannani (directeur exécutif) et Raouf Ben Amor (directeur artistique)
- 2008 : Samir Bel Hadj Yahia
- 2009 : Aboubakr Ben Fraj
- 2010 : Aboubakr Ben Fraj et Mourad Sakli
- 2011 : Samir Bel Hadj Yahia
- 2012 : Fathi Kharrat
- 2013 : Mourad Sakli
- 2014-2015 : Sonia M'Barek[1]
- 2016 : Mohamed Zine El Abidine[2]
- 2017 : Amel Moussa Belhaj[3],[4]
- 2017-2019 : Mokhtar Rassaa[5]
- 2020-2021 : Imed Alibi[6]
- depuis 2022 : Kamel Ferjani[7]

## Éditions

### 2012
La 48e édition, dirigée par Fathi Kharrat, accueille les artistes suivants :
- Musique et chanteurs tunisiens (5 juillet)
- Ballet du Théâtre de l'Opéra de Rome (8 juillet)
- Gypsy Philharmonic Orchestra (11 juillet)
- Saber Rebaï (12 juillet)
- Houcine El Jasmi (13 juillet)
- Marcel Khalifé (4 juillet)
- Patrick Fiori (15 juillet)
- Ballet russe (17 juillet)
- Spectacle chinois (20 juillet)
- Alpha Blondy (24 juillet)
- Mika (31 juillet)
- Tout sur Jamel (2 août)
- Najwa Karam et Ragheb Alama (3 août)
- Amal Maher et Hani Chaker (4 août)
- Naseer Shamma (6 août)
- Vassilis Saleas et Hüsnü Şenlendirici (8 août)
- Assala Nasri (10 août)
- Dance of the Invisible Dervishes et Dhafer Youssef (15 août)

### 2013
La 49e édition, dirigée par Mourad Sakli, accueille les artistes suivants :
- Chœurs de l'Armée rouge (12 juillet)
- OneRepublic (13 juillet)
- Ballet de l'opéra de Pékin (14 juillet)
- Tsunami de Fadhel Jaïbi (16 juillet)
- Shaggy (17 juillet)
- Hadhra de Fadhel Jaziri (18 juillet)
- Notte della Taranta (19 juillet)
- Nafra et les Big Band Brothers (20 juillet)
- Cheb Khaled (21 juillet)
- Zied Gharsa (23 juillet)
- Monstranum's de Leila Toubel et Ezzedine Gannoun (24 juillet)
- Patricia Kaas (25 juillet)
- Celtic Legends (26 juillet)
- Zohra Lajnef et Samir Loussif (27 juillet)
- Lotfi Bouchnak (28 juillet)
- Rajendra Gangani (29 juillet)
- Salif Keïta et Manu Dibango (30 juillet)
- George Benson (31 juillet)
- Paco de Lucía (1er août)
- Affreux, cupides et stupides d'Ibrahim Letaïef (2 août)
- Hassan Dahmani et Asmaa Lamnawar (3 août)
- Mohammad Moatamedi et Alim Qasimov (4 août)
- Akcent (5 août)
- Majida El Roumi avec l'Orchestre symphonique tunisien (6 août)
- Ziara de Sami Lejmi (7 août)
- Spectacle pour enfants Ali Baba (8 août)
- Kadhem Saher et Yosra Mahnouch (12 août)
- Jean-Michel Jarre (12 août)
- Mohamed Ali Kammoun et Karim Ziad (14 août)
- Omar Khairat avec l'Orchestre symphonique tunisien (15 août)
- Nawal Ghachem et Hussain Al Jassmi (16 août)
- Fire of Anatolia (17 août)

### 2014
La 50e édition, dirigée par Sonia M'Barek, accueille les artistes suivants dans le cadre de son programme officiel :
- Anouar Brahem (10 juillet)
- Bollywood Express (11 juillet)
- Message de paix du cheikh Hatem Ferchichi (12 juillet)
- Âge d’or de la chanson tunisienne sous la direction artistique de Zied Gharsa (14 juillet)
- George Benson (16 juillet)
- Nancy Ajram (19 juillet)
- Yanni (22 juillet)
- IAM (23 juillet)
- Mohamed Jebali et Carole Samaha (24 juillet)
- République pour tous de Chokri Bouzayen (25 juillet)
- Mille et une danses du monde (26 juillet)
- Chimène Badi et Natasha St-Pier (27 juillet)
- Richard III, court-circuit de Jaafar Guesmi (29 juillet)
- Aladin (30 juillet)
- Marcel Khalifé avec l’Orchestre symphonique tunisien (31 juillet)
- Youssou N'Dour (1er août)
- Nour Chiba et Cheb Mami (2 août)
- Ana Moura et Tomatito (3 août)
- Hymne à la Tunisie de Riadh Fehri (4 août)
- Nawel Skandrani (5 août)
- Saber Rebaï (7 août)
- Ballet national de Chine (8 août)
- Sherine Abdel Wahhab (9 août)
- Mounir Troudi et Erik Truffaz (10 août)
- Stromae (11 août)
- El Mensia de Lassaâd Ben Abdallah (13 août)
- Mohamed Mejri (14 août)
- Lamine Nahdi (15 août)
- Mozart, l'opéra rock (16 août)

Un programme « Carthage Plus » est également mis en place :
- Nabiha Karaouli (23 juillet au musée national de Carthage)
- Nuit de la magie (25 juillet à Bab Souika, 26 à Mellassine, 27 à La Goulette et 28 au musée national de Carthage)
- Chorale de la Bouhaira et ballet national pour enfants (30 juillet au musée national de Carthage)
- Sareyyet Ramallah (5 août au musée national de Carthage)
- Soirée de la chanson engagée (6 août au musée national de Carthage)
- Peter Pan sur glace (19-20 août au théâtre antique de Carthage)
- Printemps tunisien (21 août au théâtre antique de Carthage) en avant-première mondiale
- Mandela : Un long chemin vers la liberté (23 août au théâtre antique de Carthage)